# Marvel's Midnight Suns
Marvel's Midnight Suns — це тактична рольова гра, розроблена Firaxis Games у співпраці з Marvel Games. У ньому будуть представлені персонажі коміксів із кількох ресурсів Marvel Comics, наприклад Midnight Sons, Avengers, X-Men і Runaways. Гравці зможуть створити свого власного супергероя на ім'я «Мисливець», маючи на вибір понад 40 різних сил.
Гру було анонсовано на віртуальному Gamescom 2021 у серпні 2021 року, а вихід гри заплановано на 7 жовтня 2022 року для PlayStation 4, PlayStation 5, Xbox One, Xbox Series X/S і Microsoft Windows. Версія для Nintendo Switch буде запущена пізніше.

## Геймплей
Гравці візьмуть на себе роль «Мисливця», настроюваного супергероя, створеного для Midnight Suns компанією Firaxis Games у співпраці з Marvel. Список, який можна грати, включає Залізну людину, Капітана Америку, Росомаху, Людину-павука, Червону відьму, Доктора Стренджа, Капітана Марвел, Блейда, Примарного вершника, Меджіка та Ніко Мінору. Мисливець може бути чоловіком або жінкою та налаштовуватися за зовнішнім виглядом. Гравці зможуть вибрати надздібності Мисливця з понад 40 різних здібностей. У грі буде 13 різних героїв, включаючи Мисливця. Бої будуть покроковими, схожими на серію XCOM Firaxis Games. Між бойовими місіями гравці керуватимуть своєю оновлюваною базою операцій під назвою «Абатство», по якій вони зможуть ходити в поданні від третьої особи, досліджувати територію та взаємодіяти з іншими героями. Елементи рольової гри, такі як взаємодія з іншими персонажами, впливатимуть на ігровий процес і здібності цих героїв. На початку нової місії гравцям буде дозволено вибрати з трьох героїв, щоб взяти їх у бій. Їм роздають колоду випадкових карток здібностей, доступ до яких обмежений під час місії. Ці здібності впливатимуть або на ворогів, і на власних героїв гравця, або на оточення, щоб перемогти ворогів.

## Конспект
Після століть сну Ліліт, Матір Демонів, була відроджена Гідрою за допомогою темної магії та науки. Ліліт не зупиняється ні перед чим, щоб завершити стародавнє пророцтво та повернути свого злого господаря Хтона. Доведені до межі, Месники звертаються за допомогою до опівнічного сонця (Ніко Мінору, Блейда, Магіка та Примарного вершника), юних героїв із силами, глибоко вкоріненими в надприродному, створених, щоб запобігти тому самому пророцтву, яке Ліліт прагне виконати. Разом вони воскрешають стародавнього воїна - Мисливця, покинуту дитину Ліліт і єдиного героя, який коли-небудь переміг її.

## Виробництво
Чутки про те, що Firaxis Games, студія, відповідальна за серії покрокових тактичних стратегічних ігор Civilization і XCOM, розробляє гру на основі всесвіту Marvel, схожу на XCOM, з’явилися на початку червня 2021 року перед виставкою E3 2021. Джейсон Шраєр з Bloomberg підтвердив, що така гра знаходиться в розробці, але не впевнений, коли її планується анонсувати.
Midnight Suns було офіційно оголошено під час Gamescom 2021 25 серпня. Його запланували на березень 2022 року. У січні 2022 року Майкл Джей Вайт оголосив, що озвучуватиме Блейда. У червні 2022 року, разом із розкриттям Людини-павука як ігрового персонажа в списку, було оголошено, що Юрі Ловенталь озвучить Пітера Паркера в грі, повторюючи його роль з ігор Marvel’s Spider-Man від Insomniac Games і Marvel Ultimate Alliance 3: The Black Order (2019). Ніко Мінору озвучує Ліріка Окано, яка повторює свою роль із телесеріалу Runaways кіновсесвіту Marvel.

## Маркетинг і реліз
1 вересня 2021 року був випущений перший геймплейний трейлер, який демонструє систему карток, яка використовується в бою. Режисером «Опівнічного сонця» є Джейк Соломон. У листопаді 2021 року було оголошено, що гру відкладено до другої половини 2022 року. Гру було повторно представлено під час Summer Game Fest у червні 2022 року з новими кадрами, які додатково підтверджують дату запуску 7 жовтня 2022 року для всіх платформ, за винятком Nintendo Switch, і розкривають доповнення до Венома, Галка, Багряної відьми, Доктора Стренджа та Людини-павука, який додали до списка персонажів.